# Gora Barhan
Gora Barhan är ett berg i Antarktis. Det ligger i Östantarktis. Norge gör anspråk på området. Toppen på Gora Barhan är 2 389 meter över havet.
Terrängen runt Gora Barhan är platt åt sydost, men åt nordväst är den kuperad.  Trakten är obefolkad. Det finns inga samhällen i närheten.